# Відень-Головний
48°11′06″ пн. ш. 16°22′40″ сх. д. / 48.185° пн. ш. 16.377777777778° сх. д.
Віденський залізничний вокзал (нім. Wien Hauptbahnhof, скорочено Wien Hbf) — головний залізничний вокзал у Відні, розташований у районі Фавормтен. Після реконструкції двох старих вокзалів почав повноцінно діяти в грудні 2015 року, з'єднавши основні залізничні лінії з півночі, сходу, півдня та заходу, та замінивши старий термінал.
Введення в експлуатацію проводилося в кілька етапів відповідно до прогресу будівництва. Перша частина була відкрита 9 грудня 2012 року. Зі зміною розкладу в грудні 2013 року та грудні 2014 року було здійснено додаткове підключення до головної станції. Офіційне відкриття головного залізничного вокзалу відбулося 10 жовтня 2014 року.
До центрального вокзалу Відня щодня прямує близько 1070 поїздів, якими користуються 123 500 пасажирів (станом на 2018 рік).

## Історія
Південний та Східний вокзали діяли до 2009 року, вони розташовувалися приблизно під прямим кутом один до одного, після чого були з'єднані в одну будівлю. Протягом 1990-х років виношувалися ідеї переобладнання залізничних станцій Відня. Приблизно в цей час архітектори та планувальники з Цюриха отримали первинний контракт на розробку нового станційного рішення. У 1995 році було розпочато «експертну процедуру» для нової центральної станції. Переможний проєкт архітектора Тео Хотца провалився через високі витрати. Хоча плани, вироблені ним, безпосередньо не збігаються з теперішньою структурою вокзалу, архітектори все ще відповідали за велику частку станції, яка згодом була побудована. 15 грудня 2006 року міська рада Відня дала згоду на будівництво нової станції в місті; на той час міська влада оцінила вартість проєкту приблизно в 850 мільйонів євро.

## Опис
Віденський залізничний вокзал — сучасний національний і міжнародний транспортний вузол Австрії. Усі поїзди далекого прямування Австрійської залізниці зупиняються тут і на розташованому далі на південь вокзалі Майдлінг. Завдяки поєднанню західної, південної, північної та східної гілок були створені дві можливості для пересадки. Майже до кожного пункту призначення на ділянках далекого прямування Австрійської залізниці можна дістатися максимум з однією пересадкою. Швидкісні поїзди та поїзди далекого прямування, що прибувають із західного напрямку, теж проїжджають через центральний залізничний вокзал, тому пересадка на потяг південної гілки можлива без великих втрат часу. Земельні столиці Брегенц, Інсбрук, Зальцбург, Лінц і Санкт-Пельтен через центральний залізничний вокзал мають пряме сполучення з аеропортом Відня.
Віденський центральний залізничний вокзал і вокзал Відень-Майдлінг мають прямий вихід до міського громадського транспорту. До них можна дістатися з будь-якої станції метро або міської залізниці в рамках Відня не більше ніж за 30 хвилин.
Нова станція, відома під назвою Віденський залізничний вокзал, була розроблена як єдина конструкція з платформами, яка здатна перевозити більше поїздів на день і займає набагато менше місця, ніж її попередники. Дизайн нової станції пропонує широкі роздрібні можливості на місці, включаючи торговий центр площею 20 000 квадратних метрів, розташований нижче рівня доріжок, у якому розміщується близько 100 магазинів та ресторанів, а також підземна автостоянка з місцями до 600 автомобілів та 1110 велосипедів. Станція повинна була слугувати хабом для Австрії, коли поїзди на великі відстані пропонували сполучення на північ-південь, захід-схід. За рахунок зменшення конфліктів на маршрутах та скорочення часу подорожі, пропускну спроможність слід було збільшити порівняно з попередніми системами та зменшити потребу у просторі.
Десять країв платформи надземної частини головної станції замінюють 18 платформ останньої південної станції. У 2004 році для проєкту запланованого нового району було проведено тендер на міжнародну експертну процедуру для генерального плану. Отриманий «Генеральний план для Відня — Станція Центральної Європи» одноголосно затвердила Віденська міська рада. Він передбачав об'єм будівлі близько мільйона квадратних метрів площі, включаючи 550 000 м² офісної площі. Слід створити 5000 квартир для 13000 людей, а також 8 гектарів парку.
Проєкт був представлений у жовтні 2003 року. Реалізація планувалася до 2011 року. На той час планування було зменшено в порівнянні з попередніми планами: було передбачено десять колійних платформ, дві з яких були для міського швидкого руху поїздів, а також дві проїзні колії без платформи. Після повного введення в експлуатацію, загалом 309 поїздів за розкладом повинні курсувати на треках від 3 до 12, ще близько 200 лише в певні дні або сезонно. Крім того, планується проїзд порожніх поїздів, локомотивів та вантажних поїздів через головний вокзал. Станція повинна використовувати 1010 поїздів і 120 000 людей на день. з 13 листопада 2015 року. Відповідно до прогнозу на 2008 рік, в 2025 році очікується близько 150 000 пасажирів і відвідувачів на день. Головною перевагою схеми було звільнення земельних ділянок у центрі міста, які раніше були зайняті двома колишніми терміналами. Плани його повторного використання були закладені в розробку нової станції, і вона стала великим міським проєктом, що містив різні офісні, роздрібні та навчальні заклади. Значні інвестиції були залучені з кількох джерел. Зокрема, на цьому місці були побудовані нові штаб-квартири та корпоративний офіс, а також новий житловий район, що містить 5000 квартир, у яких розміщено до 13 000 осіб.

## Будівництво
Першим етапом будівництва був підземний чотириколійний прохід через станцію на три мільярди шилінгів (близько 210 мільйонів євро). Пізніше було побудовано шестиколійну наземну залізничну станцію. Крім того, різні додаткові заходи на Віденському залізничному вузлі були визнані необхідними.
Протягом квітня 2010 року програма будівництва почалася. Того ж року здійснюються роботи з будівництва залізничної інфраструктури на станції. Більше ніж 45 000 кубічних метрів бетону було використано при будівництві базової плити конструкції, а також входу в підземний гараж. До кінця 2010 р. як опорні споруди мосту, так і майданчики, були завершені. У 2011 році в районі Бельведер розпочалося будівництво офісних будівель. Під час будівництва на захід від нової будівлі вокзалу було споруджено дерев'яний оглядовий майданчик, відомий як Бахнорама. За його плануванням, оглядовий майданчик був найвищою в той час дерев'яною вежею в Європі, розміром 66 метрів від основи до кінчика. Структура складалася з близько 150 тонн ялинового бруса, армованого сталевими елементами, і зібрана з чотирьох заздалегідь виготовлених модулів, які піднімалися на місце за допомогою кранів.

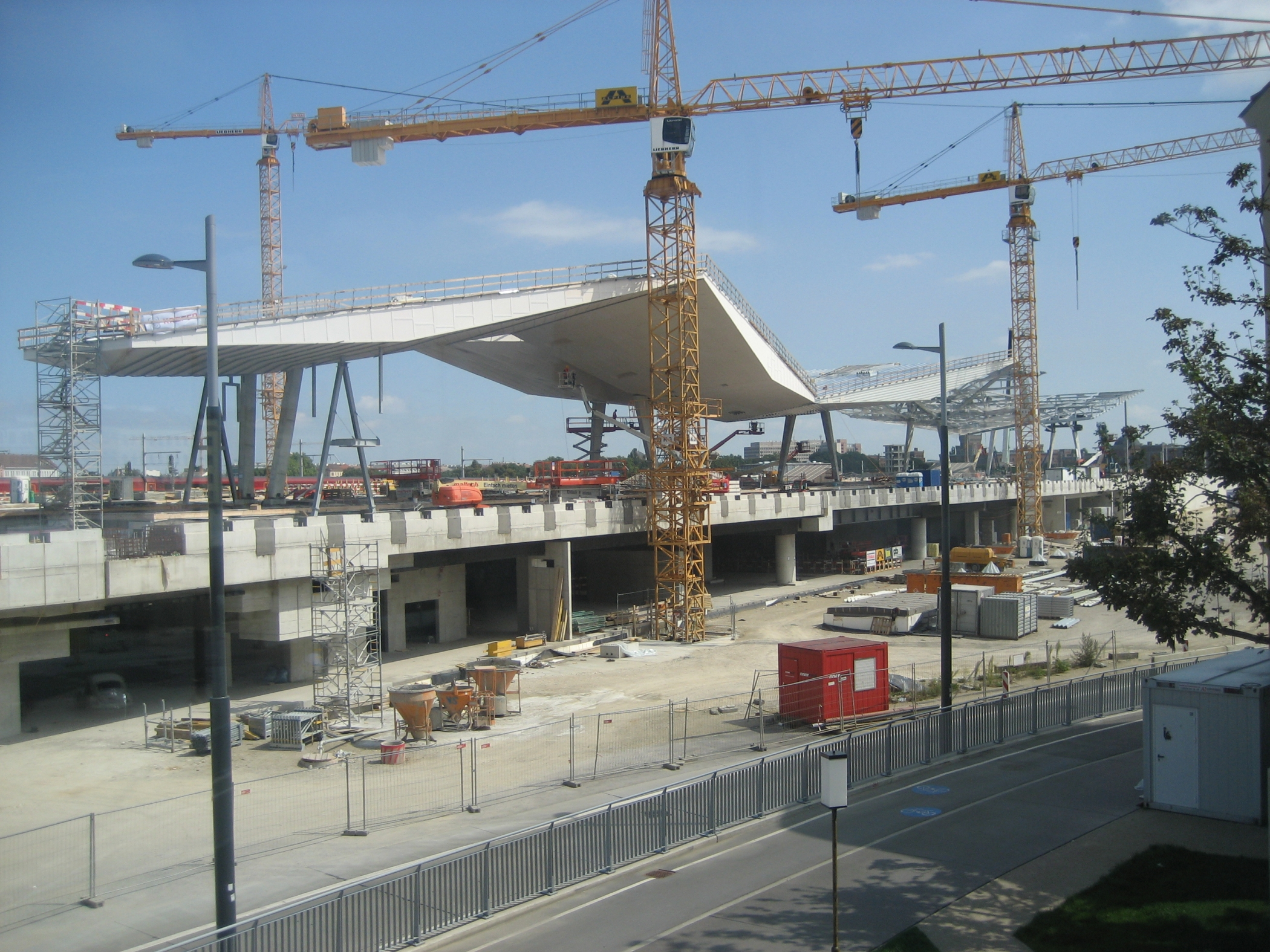
Початок будівництва (2011)
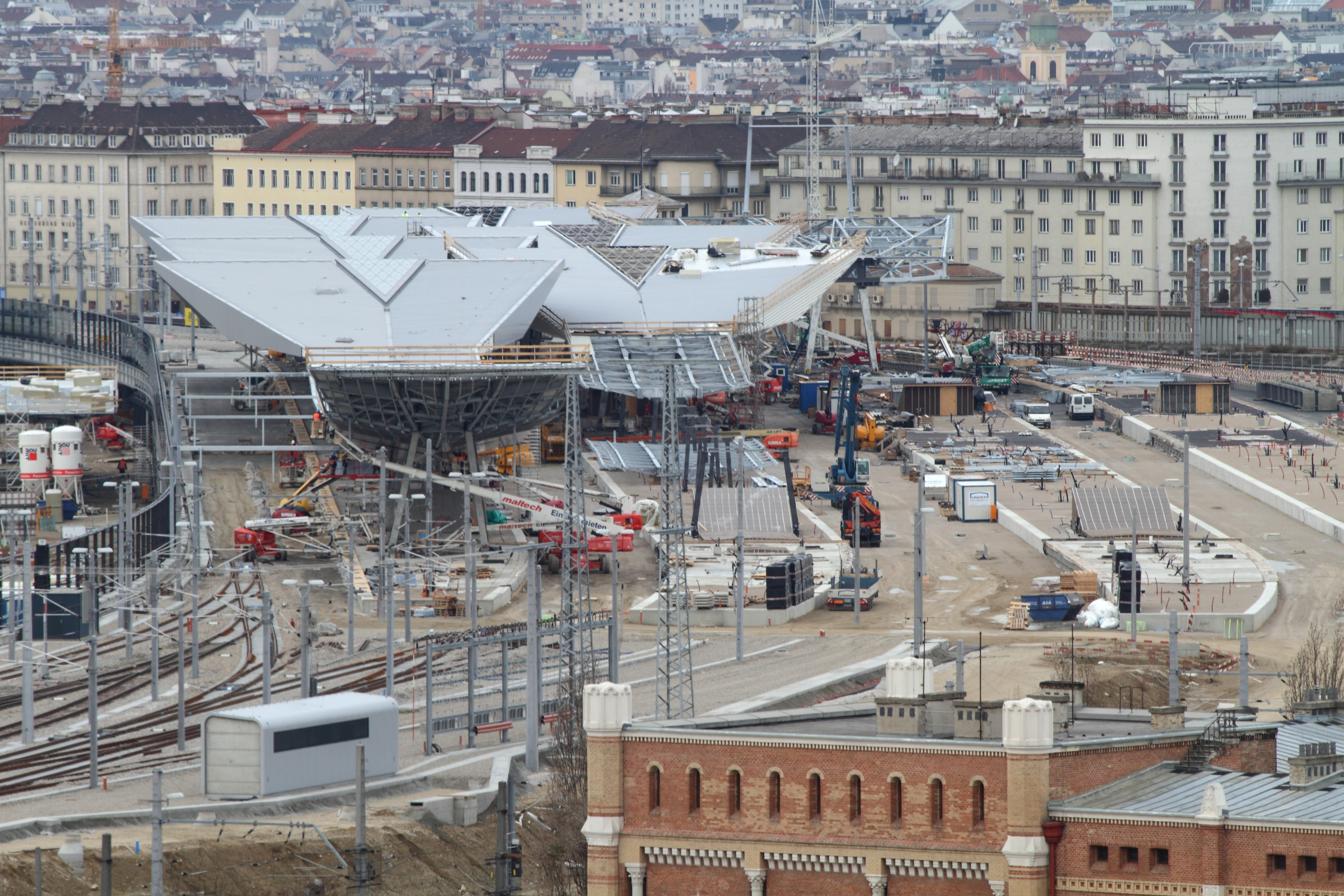
Січень 2012
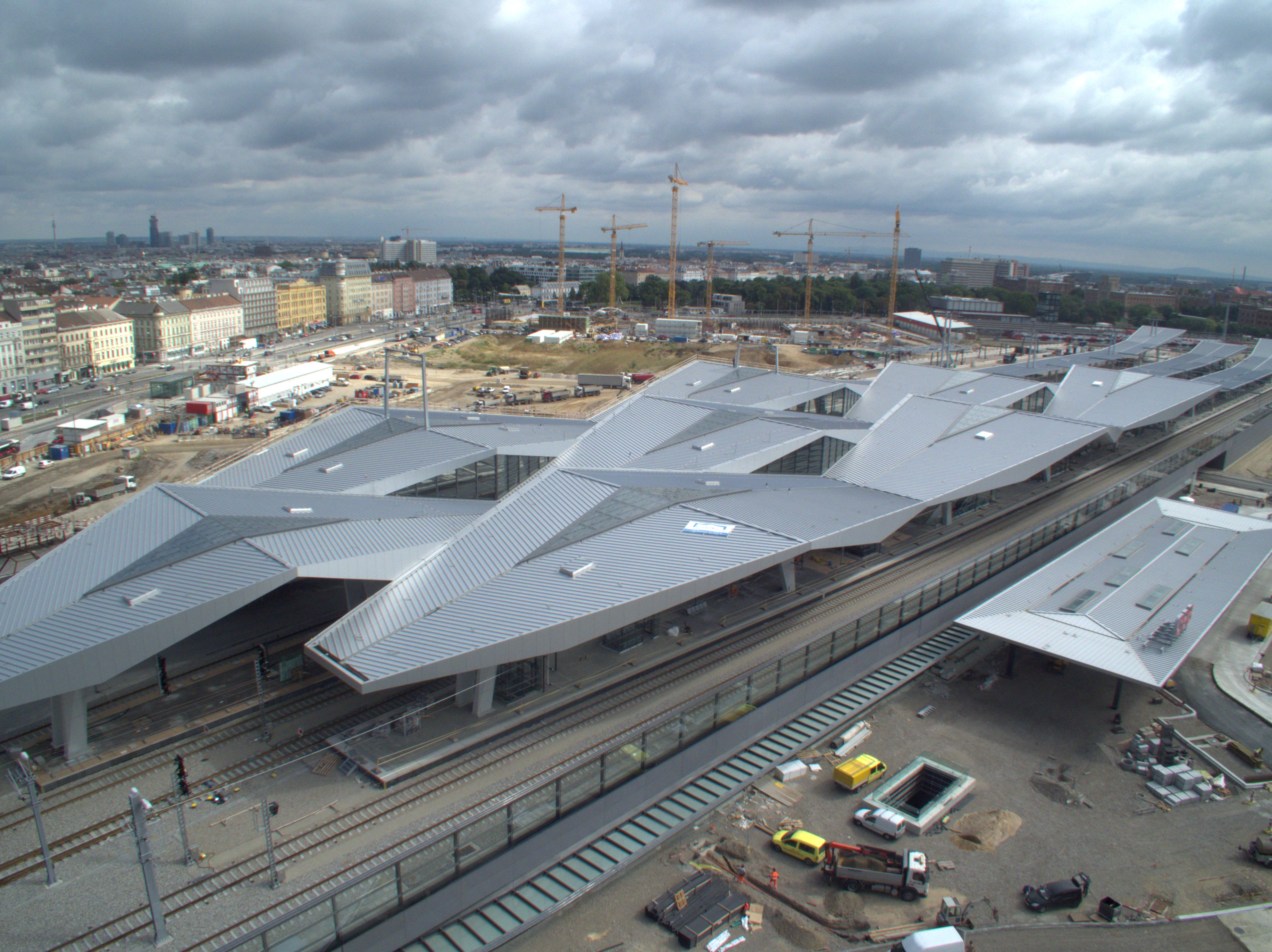
Серпень 2012
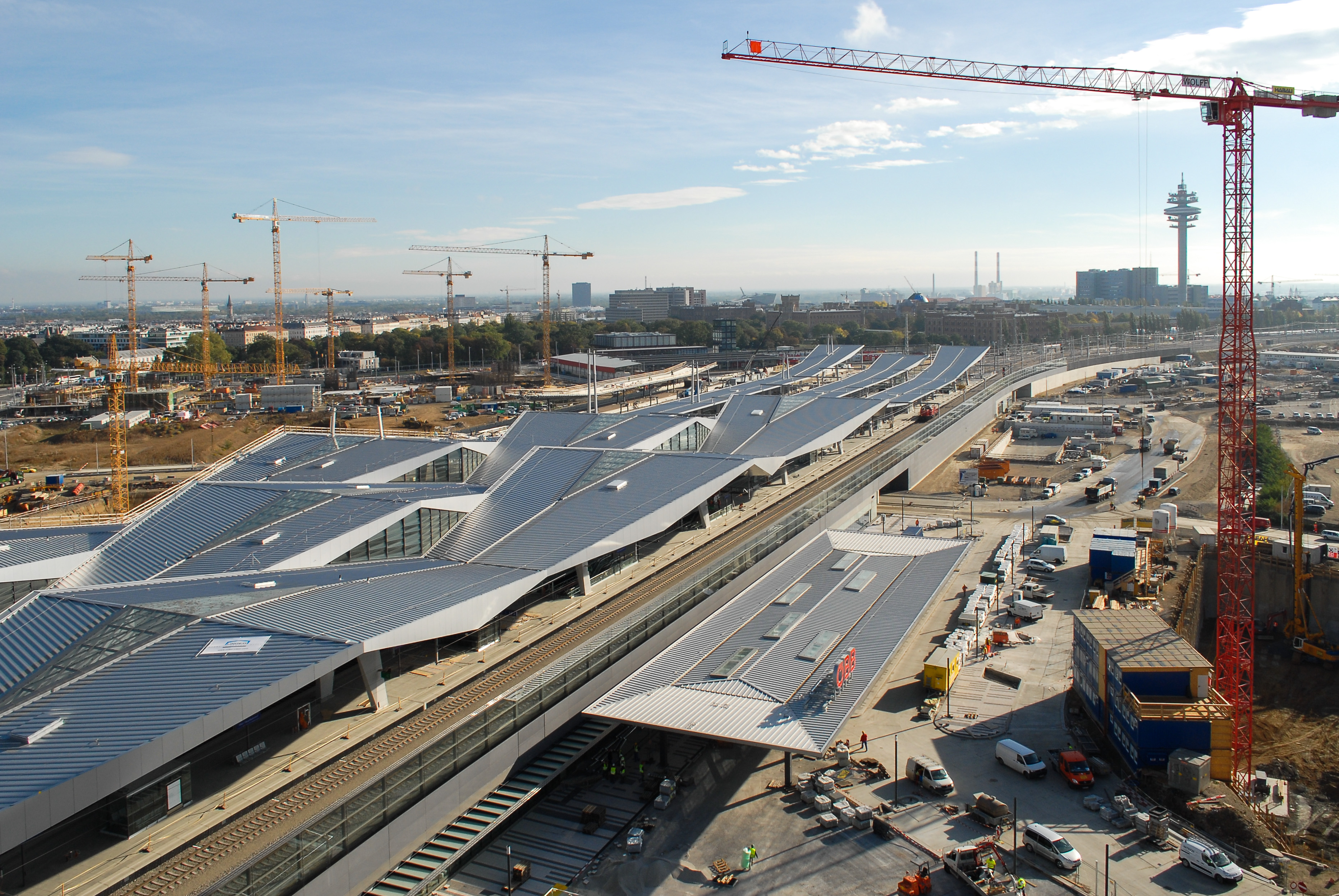
Жовтень 2012